# Et kys før døden
Et kys før døden (engelsk: A Kiss Before Dying) er en roman af Ira Levin. Den udkom i USA i 1953 og i Danmark i 1955.
Bogen følger et klassisk crime noir-tema, den charmerende psykopatiske morder, som omgivelserne omfatter med stor sympati. Hovedpersonen, Bud Corliss, er af arbejderfamilie, men drømmer om at skabe sig en formue. Da hans kæreste, Dory, fortæller, at hun er gravid, opfatter han hendes tilstand som en trussel mod sine ambitioner, og han søger derfor viden om forskellige gifte og deres virkning.
Herfra følger læseren en charmerende, men samvittighedsløs mand, der er villig til at rydde alle af vejen, hvis de kan udgøre en hindring for hans ambitioner. Spændingen går bl.a. ud på, hvor mange og hvem, der bliver hans ofre, inden det lykkes for politiet at stoppe ham. Muligheden for, at han realiserer sine planer uden at blive afsløret er også til stede.
Bogen er filmatiseret i 1956 som film noir med Robert Wagner i hovedrollen som Bud Corliss, Joanne Woodward som Dorothy ('Dorie') Kingship, Virginia Leith i rollen som Ellen Kingship og Mary Astor som Buds mor.
Filmen blev instrueret af Gerd Oswald og fulgte – bortset fra at udelukke en væsentlig figur fra handlingen – bogens plot ganske tæt.
En senere filmatisering fra 1991 med Matt Dillon i hovedrollen som Jonathan Corliss, var instrueret af James Dearden. Denne version afviger stærkt fra bogens handling.

## Eksterne links
- A Kiss Before Dying Arkiveret 31. december 2010 hos  Wayback Machine Liste over publikationer på Fantastic Fiction.